# Rosalind Ayres
Rosalind Ayres (Birmingham, 7 dicembre 1946) è un'attrice britannica.

## Biografia
Caratterista di vaglia, è attiva anche in campo televisivo (è stata fra l'altro guest star in un episodio della serie televisiva L'ispettore Barnaby).
La sua interpretazione di maggior rilievo in ambito cinematografico è stata nel film del 1997 Titanic, in cui interpretava il ruolo di Lucy Duff-Gordon.
È sposata dal 23 novembre 1974 all'attore teatrale Martin Jarvis (le nozze sono state celebrate a Ealing, sobborgo residenziale di Londra) ed ha due figliastri.
Ha recitato in numerose commedie di cui ha curato anche la regia per il L.A. Theatre Works e il The Hollywood Theater of the Ear.

## Filmografia parziale

### Cinema
- La bottega che vendeva la morte (From Beyond the Grave), regia di Kevin Connor (1973)
- Stardust: Una stella nella polvere (Stardust), regia di Michael Apted (1974)
- La scarpetta e la rosa (The Slipper and the Rose: The Story of Cinderella), regia di Bryan Forbes (1976)
- Black Beauty, regia di Caroline Thompson (1994)
- First Strike (Ging chaat goo si 4: Ji gaan daan yam mo), regia di Stanley Tong (1996)
- Titanic, regia di James Cameron (1997)
- Demoni e dei (Gods and Monsters), regia di Bill Condon (1998)
- Beautiful People, regia di Jasmin Dizdar (1999)

### Televisione
- Coronation Street - soap opera (1960-1974)
- Laurence Olivier Presents - serie TV, episodio Hindle Wakes (1976)
- Il giallo della poltrona (Armchair Thriller) - serie TV, 4 episodi (1978)
- L'ispettore Barnaby (Midsomer Murders) - serie TV, episodio 1x04 (1998)
- Trevor's World of Sport - serie TV, 7 episodi (2003)

### Doppiatrice
- Sabrina, vita da strega (Sabrina, the Teenage Witch) - serie TV, 1 episodio (1999)
- Steamboy (2004)
- Age of Empires III (2005) - videogame
- Uncharted 3: L'inganno di Drake (2011) - videogame